# Garrelt Duin

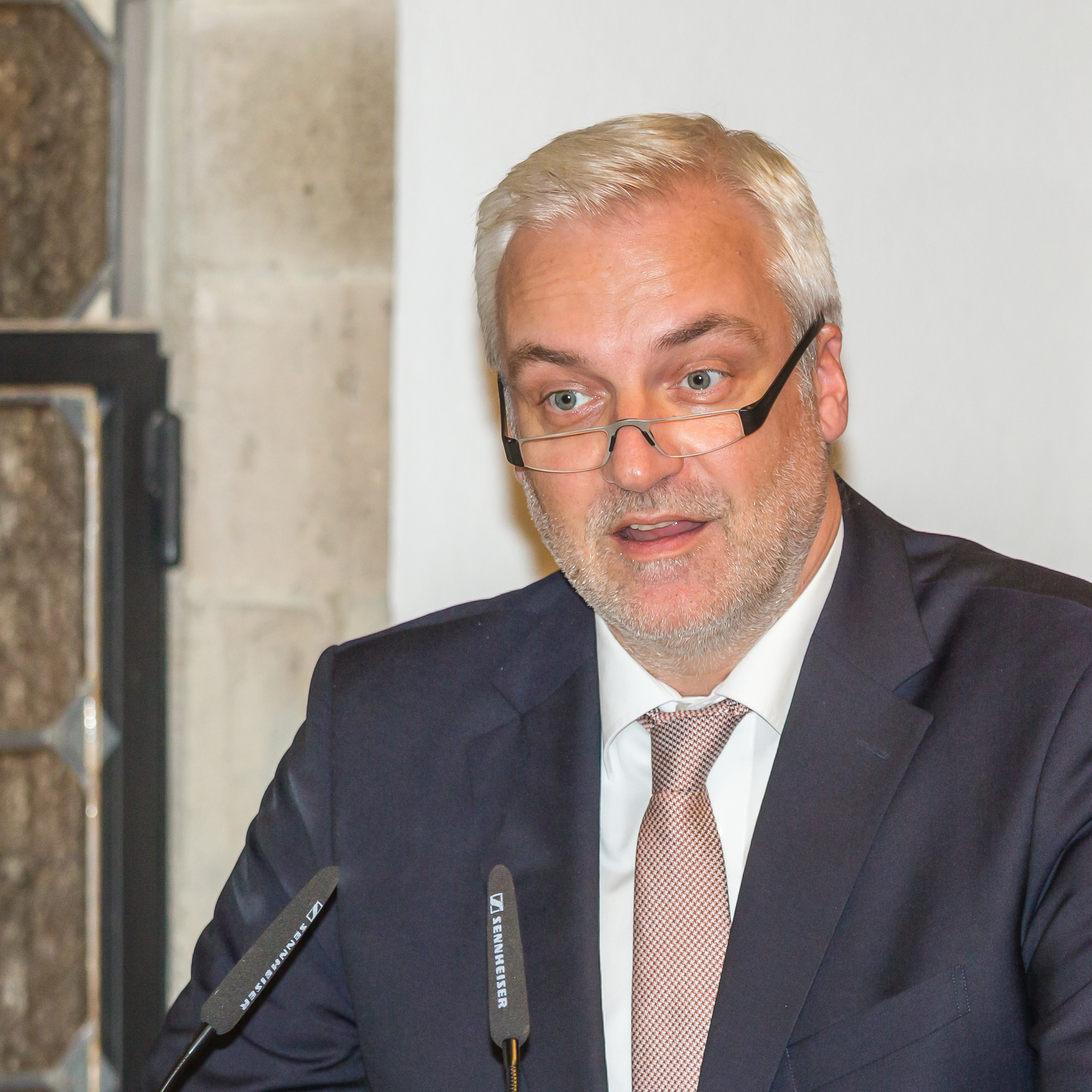
Garrelt Duin, 2014

Garrelt Duin [ɡaʁəlt dyːn] (* 2. April 1968 in Leer) ist ein deutscher Politiker (SPD). Er war von 2005 bis 2010 Landesvorsitzender der SPD Niedersachsen und von 2012 bis 2017 Minister für Wirtschaft, Energie, Industrie, Mittelstand und Handwerk des Landes Nordrhein-Westfalen. Seit April 2024 ist Duin Regionaldirektor des Regionalverbands Ruhr.

## Leben und Beruf
Nach dem Abitur 1987 am Johannes-Althusius-Gymnasium in Emden begann Duin ein Studium der Rechtswissenschaft und der Evangelischen Theologie in Bielefeld und Göttingen, das er 1995 mit dem ersten und 1998 mit dem zweiten juristischen Staatsexamen beendete. Im Jahre 1998 wurde er als Rechtsanwalt zugelassen.
Ab März 2018 arbeitete er für Thyssenkrupp als Personalchef der Anlagenbausparte Industrial Solutions und im September 2019 wurde er Hauptgeschäftsführer der Handwerkskammer zu Köln, wo er Ende 2023 vorzeitig ausschied. Sein Vertrag wäre bis Ende März 2024 gelaufen. Von September 2018 bis Dezember 2019 war er außerdem Aufsichtsratsvorsitzender der Stadtwerke Köln.
Am 16. Februar 2024 wurde Duin in der Nachfolge der langjährigen Regionaldirektorin Karola Geiß-Netthöfel einstimmig vom Ruhrparlament zu ihrem Nachfolger gewählt.
Duin ist verheiratet, hat einen Sohn und lebt in Essen-Werden. Er ist nicht mit dem ehemaligen bayerischen FDP-Landesvorsitzenden Albert Duin verwandt.

## Partei
Garrelt Duin trat während seiner Schulzeit in die SPD ein. Ab 1993 gehörte er dem Vorstand des SPD-Bezirks Weser-Ems an und war von 2002 bis 2010 dessen Vorsitzender. Von 2001 bis 2011 war er Mitglied des SPD-Parteivorstands und von November 2005 bis Mai 2010 Vorsitzender der SPD Niedersachsen.
Als der SPD-Parteivorstand im Februar 2008 über die Öffnung gegenüber der Linken abstimmte, kam von Duin die einzige Gegenstimme. Duin kündigte am 29. Januar 2010 an, ab Mai nicht mehr für die Posten als Landesvorsitzender und Bezirksvorsitzender zur Verfügung zu stehen, da er sich mehr auf seine Arbeit im Bundestag konzentrieren wolle.

## Abgeordneter

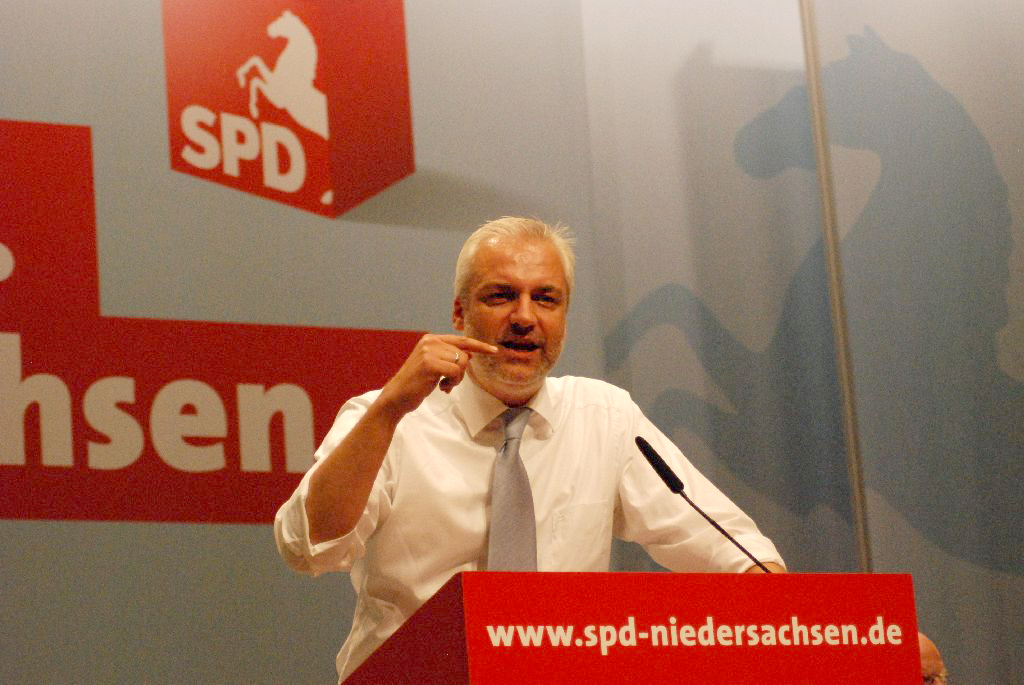
Garrelt Duin bei der Aufstellung der SPD-Landesliste Niedersachsen zur Bundestagswahl 2009.

Von 1996 bis 2006 gehörte Duin dem Rat der Gemeinde Hinte an. Im Oktober 2000 rückte Duin für den verstorbenen Abgeordneten Günter Lüttge in das Europäische Parlament nach. Bei der Europawahl 2004 wurde er wiederum ins Europaparlament gewählt. Er legte das Mandat nieder, nachdem er 2005 in den Bundestag gewählt worden war. Für ihn rückte Matthias Groote ins EU-Parlament nach.
Von 2005 bis 2012 war Duin als direkt gewählter Abgeordneter des Wahlkreises Aurich – Emden Mitglied des Deutschen Bundestages. Bei der Bundestagswahl 2005 erreichte er dort 58,3 % der Erststimmen, bei der Bundestagswahl 2009 44,4 %. Damit erzielte Duin das beste Erststimmenergebnis der niedersächsischen SPD. In der 17. Wahlperiode, d. h. ab 2009, war er wirtschaftspolitischer Sprecher der SPD-Bundestagsfraktion und einer von drei Sprechern des konservativen Seeheimer Kreises.
Am 21. Juni 2012 legte Duin sein Bundestagsmandat nieder, um Minister in Nordrhein-Westfalen zu werden. Sein Mandat übernahm die Nachrückerin Gabriele Groneberg.

## Öffentliche Ämter
Von 2007 bis 2012 war Duin Mitglied des NDR-Rundfunkrates.
Duin wurde am 21. Juni 2012 von Ministerpräsidentin Hannelore Kraft zum Minister für Wirtschaft, Energie, Industrie, Mittelstand und Handwerk des Landes Nordrhein-Westfalen ernannt (Kabinett Kraft II). Dieses Amt hatte er bis zum 30. Juni 2017 inne.
Von 2014 bis 2016 war er als Mitglied der Landesregierung auch Ordentliches Kommissionsmitglied in der Kommission Lagerung hoch radioaktiver Abfallstoffe (Endlagerkommission) gemäß § 3 Standortauswahlgesetz.
Vom 28. Februar 2020 bis 30. November 2021 war er als Nachfolger von Ortwyn Weltrich das von Handwerk.NRW e. V. entsandte Mitglied des WDR-Rundfunkrats. Seine Nachfolgerin ist seit 1. Dezember 2021 Claudia Schulte; Duin ist seitdem stellvertretendes Mitglied des Rundfunkrates.

## Positionen
Im Juli 2012 forderte das Land Nordrhein-Westfalen bzw. Duin als neuer Wirtschaftsminister einen bundesweiten Ausgleich für die Kosten der Energiewende. Kurz zuvor hatte das Land Bayern eine Klage gegen den Länderfinanzausgleich angekündigt (Gesamtvolumen in 2011: 7,3 Milliarden Euro).
Bundesländer wie Bayern profitierten damals außergewöhnlich stark von den Subventionen für Solar- und Windkraftanlagen. Duin sagte: „Es kann nicht sein, dass die Haushalte in NRW die Flut der Solaranlagen auf den bayerischen Dächern fast alleine bezahlen müssen“. Über das EEG-Umlageverfahren wurden 2011 nach BDEW-Angaben rund 17 Milliarden Euro bewegt; nach Bayern flossen 2011 netto 1,1 Milliarden Euro aus dem EEG-System.
Im April 2021 verlangte Duin über Twitter „Konsequenzen“ für die an der Satireaktion #allesdichtmachen beteiligten Schauspieler. Diese „hätten sich als Vertreter der öffentlich-rechtlichen Sender“ „unmöglich“ gemacht. „[A]uch aus Solidarität mit denen, die wirklich unter Corona und den Folgen leiden“, müssten die zuständigen Gremien die Zusammenarbeit „schnellstens“ beenden. Duin sah sich daraufhin massiver Kritik ausgesetzt und zog den Tweet wieder zurück. Die Fraktionschefin der Berliner Grünen Antje Kapek sah in der Forderung nach einem „Rausschmiss“ „das genaue Gegenteil von Pressefreiheit“. Auch der RBB-Rundfunkrat Christian Goiny (CDU) hat kein Verständnis für die Forderungen Duins. „Gerade unter dem Aspekt der Meinungsfreiheit muss unsere Gesellschaft solche Statements aushalten“, so Goiny. Der Ministerpräsident von Nordrhein-Westfalen, Armin Laschet (CDU), distanzierte sich in der Talkshow „3 nach 9“ am 23. April 2021 explizit von der Forderung Duins. Duin beschrieb seinen Tweet nach der Löschung als „Inhaltlich überzogen“ und seiner „Rolle als Mitglied im Rundfunkrat nicht angemessen“. „Meine Kritik, dass angesehene Leute sich leichtfertig in die Nähe von Querdenkern und anderen Trollen begeben haben, bleibt“, so Duin. Nach Einschätzung des Journalisten Michael Hanfeld (Frankfurter Allgemeine Zeitung) rückt Duin die „Allesdichtmacher“ weiterhin in die rechte Ecke und „hält damit im Grunde auch die Einschätzung aufrecht, mit Leuten wie Liefers und Tukur könne man nicht zusammenarbeiten. Damit verrät Duin ein Denken, das nicht nur nicht zum Auftrag der Öffentlich-Rechtlichen passt, für Meinungsvielfalt Sorge zu tragen“.

## Ehrungen
- 2017: Ehrenzeichen des Westdeutschen Handwerkskammertags